# Editorial Fin de Siglo
Editorial Fin de Siglo es una editorial uruguaya fundada en el año 1991.[cita requerida]
Fin de Siglo ha publicado más de 800 títulos..[cita requerida]
Sus valores rectores han sido la libre circulación de ideas, la amplitud de criterio a la hora de seleccionar títulos para su catálogo, la calidad de los contenidos, el cuidado de la edición, la promoción de autores y tendencias nuevas, la utilidad social y cultural; siempre con la responsabilidad de considerarse un medio de comunicación..[cita requerida]
Su línea general —periodismo, historia, biografía, psicología, autoayuda, ensayo cultural y político— es de referencia en Uruguay. Algunos títulos circulan en España, Brasil, Chile y Corea..[cita requerida]
Ha desarrollado una línea de trabajo en literatura infantil-juvenil, que consiste tanto en la colección Montaña Errante como en una participación activa en escuelas y liceos, con charlas de autores, concursos y visitas para dar a conocer los títulos año a año..[cita requerida]
Su colección de narrativa —Colección ñ— incluye tanto a escritores consagrados como a exponentes de nuevas tendencias que afloran en el panorama literario..[cita requerida]
Fin de Siglo está firmemente posicionada en el ámbito de la enseñanza..[cita requerida]
Cuenta con textos de estudios muy reconocidos; no solo tiene una colección de ensayos universitarios (de Medicina, Historia, Política, Economía y otras disciplinas), sino que además sus textos para enseñanza media han sido seleccionados para la Biblioteca Ceibal destinada a estudiantes, de acceso gratuito en todo el Uruguay.[cita requerida]

## Historia
Su fundador y director, Edmundo Canalda, estuvo vinculado a distintos proyectos comunicacionales del MLN-T como la revista Temas, Tupac Amaru Ediciones (TAE), CX 44 Radio Panamericana y Mate amargo. En 1991, luego del cierre del semanario "20/21 Información entre dos siglos", decide comenzar un camino propio con la fundación de una editorial..[cita requerida]
El primero libro editado por Canalda fue "Naná. Punta del Este, la noche de los 500 amores" de Carlos Maggi. Gracias a las tres primeras ediciones de esta obra, pudo saldar las deudas del semanario 20/21 y con los réditos económicos de la cuarta edición, logró poner en funcionamiento la nueva editorial "Fin de Siglo".
Desde esa primera edición hasta el presente, Editorial Fin de Siglo lleva editados más de 800 títulos. que totalizan más de 1.200.000 ejemplares.[cita requerida]
Generalmente se identifica a la empresa como editora de textos sobre política, con autores como Alfonso Lessa, Alain Labrusse, Eduardo Rey Tristán, Leonardo Haberkorn, Gerardo Tagliaferro, Nelson Fernández, Luis Nieto y Adolfo Garcé, entre otros..[cita requerida]
También han editado a  Magdalena Helguera, Ignacio Martínez, Gabriela Armand'Ugon y Lía Schenck, entre otros en la línea de la literatura infantil, así como libros de autoayuda y de psicoanálisis de la asociación de psicólogos Audep, entre un abanico amplio de géneros y autores.